# Johnny Vander Meer
John Samuel Vander Meer (né le 2 novembre 1914 à Prospect Park, New Jersey, États-Unis et mort le 6 octobre 1997 à Tampa, Floride, États-Unis) est un lanceur gaucher de baseball qui joue dans les Ligues majeures pendant 13 saisons, dont 11 avec les Reds de Cincinnati, de 1937 à 1951.
Johnny Vander Meer est célèbre pour être le seul joueur de l'histoire du baseball majeur à avoir lancé deux matchs sans coup sûr en deux départs consécutifs, les 11 juin et 15 juin 1938 pour les Reds contre les Bees de Boston et les Dodgers de Brooklyn, respectivement.

## Carrière
Johnny Vander Meer signe son premier contrat professionnel à l'aube de la saison de baseball 1933 avec les Dodgers de Brooklyn. Lanceur gaucher et frappeur ambidextre, il amorce la même année sa carrière en ligues mineures avec les Ducks de Dayton de la Middle Atlantic League mais est l'année suivante envoyé aux Miners de Scranton de la New York - Penn League, un club affilié aux Bees de Boston de la Ligue nationale. Transféré aux Volunteers de Nashville en compensation pour l'acquisition d'un autre joueur, Tiny Chaplin, il est remarqué par Larry MacPhail, alors employé des Reds de Cincinnati. L'histoire veut que MacPhail assiste à une pitoyable performance de Vander Meer contre un club d'Atlanta en 1935, où le gaucher n'accorde que des buts-sur-balles. Les entraîneurs à Nashville n'aimant pas beaucoup ce lanceur, MacPhail parvient à négocier son transfert vers les Bulls de Durham, alors club-école des Reds dans la Piedmont League (en). Là-bas, Johnny Gooch, receveur et instructeur, aide Vander Meer à mieux garder ses lancers dans la zone des prises et à se débarrasser de sa vilaine habitude de perdre tous ses moyens dès qu'un coureur adverse atteint le premier but. Le 22 avril 1937, Johnny Vander Meer est prêt à faire ses débuts dans la Ligue majeure de baseball avec les Reds de Cincinnati.
Il devient membre régulier de l'effectif des Reds de Cincinnati en 1938 et est en général utilisé comme lanceur partant, un rôle qui lui est assigné 286 fois en 346 matchs au cours de sa carrière de 13 saisons. Il connaît 4 saisons d'au moins 15 victoires pour Cincinnati, dont un sommet personnel de 18 en 1942. À cinq reprises, sa moyenne de points mérités se chiffre à 3,17 ou moins. Sa meilleure performance est en 1942 avec une moyenne de 2,43 points mérités accordés par partie en 244 manches lancées. En 1943, il lance un record en carrière de 289 manches, mène les majeures avec 36 départs, et maintient sa moyenne à 2,87 malgré une fiche perdante de 15 victoires et 16 défaites.
En 1938, Johnny Vander Meer marque l'histoire du baseball en devenant le seul lanceur à réussir deux matchs sans point ni coup sûr consécutifs. Il réalise le premier le 11 juin à Cincinnati dans une victoire de 3-0 sur les Bees de Boston. Quatre jours plus tard, à Ebbets Field, il n'accorde aucun coup sûr en 9 manches dans une victoire de 6-0 sur les Dodgers de Brooklyn. Vander Meer réussit sept retraits sur des prises, mais accorde aussi huit buts-sur-balles aux Dodgers, qui laissent tous ces coureurs moisir sur les buts. La fin de ce second match est particulièrement laborieuse : Vander Meer remplit les buts en 9e manche, mais le joueur de troisième but des Reds, Lew Riggs, lance au marbre pour un jeu forcé et un deuxième retrait, puis Leo Durocher est retiré sur une balle frappée à Harry Craft au champ centre. L'arbitre au marbre, Bill Stewart, rajoute au suspense en commettant de son propre aveu une erreur de jugement en appelant une balle sur ce qui aurait dû être une troisième prise à Durocher. Le second match sans coup sûr est de plus lancé à l'occasion de la première partie de baseball majeur jouée en soirée, sous les réflecteurs, un événement jusque-là inédit sur la côte est des États-Unis.
Vander Meer est le premier lanceur de l'histoire des Reds avec plus d'un match sans coup sûr, une performance rééditée, mais jamais lors de départs consécutifs, par Jim Maloney en 1965 et Homer Bailey en 2012 et 2013. Vander Meer est choisi comme lanceur partant de la formation de la Ligue nationale le 6 juillet au Crosley Field de Cincinnati lors du match des étoiles, et lance 3 manches sans accorder de point pour être le lanceur gagnant de la rencontre remportée 4-1 sur les étoiles de la Ligue américaine. La séquence de manches sans accorder de coup sûr prend fin le 19 juin 1938 pour Vander Meer, lorsqu'il cède en 4e manche devant Debs Garms des Bees de Boston. Il lance au total 21 manches et deux tiers consécutives sans donner de coup sûr, alors la deuxième plus longue de l'histoire après les 23 manches (ou 25 et un tiers selon les sources) consécutives de Cy Young en 1904.
Vander Meer participe à 4 matchs d'étoiles : en 1938, 1939, 1942 et 1943. En 1940, il éprouve des problèmes de contrôle au monticule, ce qui amène son renvoi temporaire aux ligues mineures chez les Indians d'Indianapolis. Il est de retour chez les Reds en fin de saison. Il livre d'ailleurs une performance remarquable au Shibe Park de Philadelphie le 18 septembre, lorsqu'il lance 12 manches et réussit 11 retraits sur des prises contre les Phillies. En début de 13e manche, il frappe un double pour ensuite marquer le point gagnant dans une victoire de 4-3. Son collègue lanceur Joe Beggs réussit le sauvetage en fin de 13e manche pour donner le championnat de la Ligue nationale aux Reds. Ceux-ci remportent peu après la Série mondiale 1940 sur les Tigers de Détroit, le seul titre savouré par Vander Meer dans sa carrière. Il n'apparaît qu'une fois dans cette série finale, sa seule présence en carrière en éliminatoires, lorsqu'il œuvre 3 manches comme lanceur de relève sans accorde de point dans le 5e match, gagné 8-0 par les Tigers.

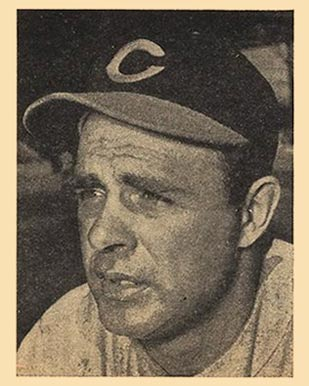
Johnny Vander Meer coiffé de la casquette des Reds de Cincinnati.

Le 6 juin 1941 contre Philadelphie, Vander Meer passe bien près de réussir un autre match sans coup sûr : le seul qu'il accorde aux Phillies aurait dû, à son avis, être plutôt désigné comme une erreur de son joueur d'arrêt-court, Eddie Joost, qui échappe la balle avant de lancer trop tard au premier but.
De 1941 à 1943, Vander Meer mène le baseball majeur pour les retraits sur les prises avec 202 (un record personnel), 186 et 174, respectivement. La première année, il réussit en moyenne huit retraits sur des prises par 9 manches au monticule, un sommet dans les majeures et sa meilleure performance en carrière. Il mène également les majeures pour le nombre de retraits sur des prises par 9 manches lancées avec des notes de 6,9 et 5,4 en 1942 et 1943, respectivement. En 1943, il mène cependant aussi les majeures avec 162 buts-sur-balles accordés à l'adversaire, cimentant sa réputation de lanceur aux balles rapides explosives, capable de forcer les frappeurs adverses à s'élancer sans rien toucher, mais manquant aussi de contrôle sur ses tirs, qui aboutissaient partout sauf dans la zone des prises.
La carrière de Vander Meer est amputée de deux saisons par la Deuxième Guerre mondiale. En mars 1944, il s'engage dans la marine de guerre des États-Unis et est assigné à la Sampson Naval Training Station (en), une base d'entraînement de New York, où il joue dans l'équipe de baseball de l'United States Navy. Il est démobilisé en décembre 1945 après 22 mois dans la marine, dont 12 stationné dans le Pacifique. Même s'il perd en principe deux ans de sa carrière professionnelle pour effectuer son service militaire, Vander Meer croit que le baseball joué avec ses frères d'armes lui ont permis d'améliorer son contrôle au monticule et la précision de ses lancers, ce qui semble être confirmé par ses statistiques enregistrées en Ligue majeure après la guerre.
En 1947, il est presque témoin d'un exploit similaire au sien lorsque son coéquipier Ewell Blackwell, après avoir réussi un match sans coup sûr le 18 juin contre les Braves d'Atlanta, n'en accorde aucun en 8 manches et un tiers quatre jours plus tard face aux Dodgers, avant de céder deux fois en fin de 9e reprise.
Il termine sa carrière par une saison chez les Cubs de Chicago en 1950 puis un match joué pour les Indians de Cleveland le 7 mai 1951. En 346 matchs dans les majeures, Johnny Vander Meer a remporté 119 victoires contre 121 défaites et maintenu une moyenne de points mérités de 3,44 en 2 104 manches et deux tiers lancées. Il compte 1 294 retraits sur des prises mais a alloué 1 132 buts-sur-balles. Il a réussi 131 matchs complets dont 29 blanchissages. Il a effectué 60 sorties en relève et réalisé deux sauvetages.
Hors des majeures à 36 ans, il ajoute 5 saisons dans les ligues mineures pour prendre sa retraite de joueur à 40 ans. Le 15 juillet 1952 dans la Ligue du Texas, il réussit pour les Oilers de Tulsa (en) un match sans coup sûr dans une victoire de 12-0 sur les Roughnecks de Beaumont (en). L'équipe de Beaumont est à ce moment dirigée par Harry Craft, qui avait capté la balle du dernier retrait du second match sans coup sûr de Vander Meer pour Cincinnati quatorze ans plus tôt.
Vander Meer est gérant de clubs de ligues mineures affiliés aux Reds de Cincinnati de 1953 à 1962. Dans cette fonction, il remporte 761 victoires contre 719 défaites en 1 483 matchs. En 1958, il est intronisé au Temple de la renommée des Reds de Cincinnati. Vander Meer hérite du surnom « Dutch Master » (le « Maître Hollandais »), en référence à ses origines néerlandaises, ou « Double No-Hit » (« Double sans coup sûr ») d'après l'exploit pour lequel il est le plus célèbre. En 1996 ouvre le musée Johnny Vander Meer dans sa ville natale de Midland Park au New Jersey.
Après sa carrière sportive, il est employé de la brasserie Joseph Schlitz (en),.
Il meurt le 6 octobre 1997 à 82 ans d'un anévrisme abdominal à Tampa, en Floride.